# Appellation d'origine contrôlée

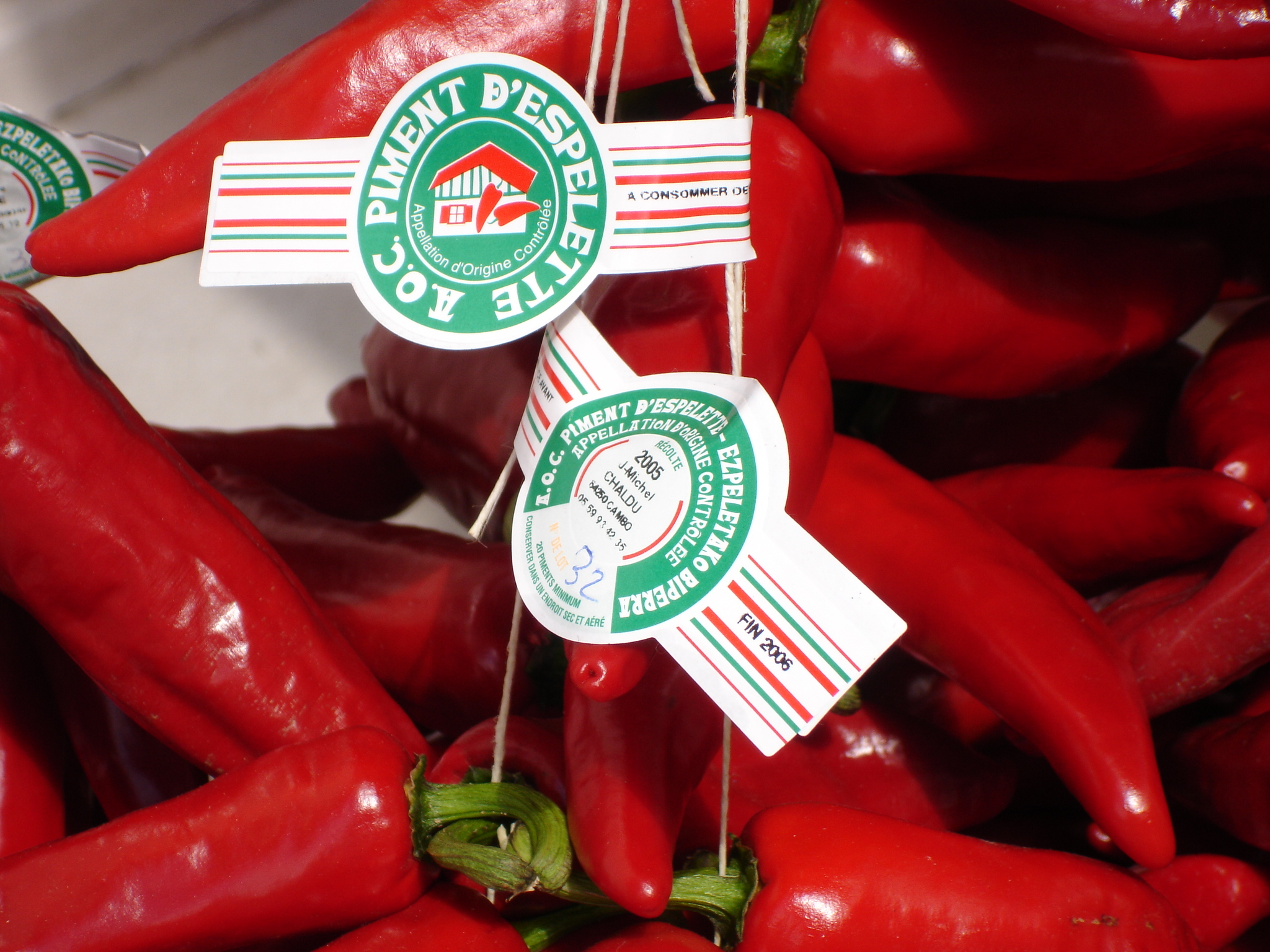
Peperoncino d'Espelette con l'etichetta AOC

L'Appellation d'origine contrôlée (AOC; letteralmente: "denominazione d'origine controllata") è un'etichetta ufficiale francese o svizzera di protezione di prodotti agroalimentari. I prodotti marchiati AOC sono prodotti tradizionali, legati al loro luogo d'origine o ad un sapere locale. Gli AOC francesi e svizzeri fanno parte - quando sono registrati - dei prodotti agroalimentari protetti dall'Unione europea, e rientrano nel registro delle Appellations d'origine protégée (AOP, letteralmente: "denominazione di origine protetta").

## Storia
È stato Pierre Le Roy de Boiseaumarié, viticoltore di Châteauneuf-du-Pape, detto il barone Le Roy, a dare vita al marchio AOC. Con il suo amico Joseph Capus ha promosso il rinnovamento delle denominazioni vitivinicole in Francia e nel mondo intero. Pierre Charnay spiega che: 
Per mettere ordine in questo caos i viticoltori del comune fecero appello alla solida formazione giuridica del barone: nel 1924 Pierre Le Roy fece creare il sindacato dei viticoltori di Châteauneuf-du-Pape, e nel 1929 il sindacato dei viticoltori del Côtes-du-rhône.
Nel 1932, in seno alla Fédération des Associations Viticoles de France, fu creata una « Section des grands crus », il cui segretario generale fu proprio il barone. Questa iniziativa, immediatamente sostenuta e appoggiata dal senatore Joseph Capus, Ministro dell'Agricoltura dal 1923 al 1924, era del resto in linea con la fondazione nel 1929 dell'Office International de la Vigne et du Vin (voluta dal deputato Édouard Barthe) e con la creazione nel 1931 del "Comitato nazionale di propaganda a favore del vino". 
Grazie a un provvedimento giudiziario, il barone ottenne nel 1933 una sentenza che definì e delimitò la denominazione Châteauneuf-du-pape. Lo stesso anno, con il gastronomo Curnonsky, diede vita all'Académie du vin de France.
Il 12 marzo 1935, Joseph Capus depositò in Senato la proposta di legge che aveva elaborato in stretta collaborazione con il barone Le Roy. Le disposizioni della "Legge Capus" furono in seguito integrate da Édouard Barthe nel Decreto legge del 30 luglio 1935. Il decreto permise la creazione di un "Comitato nazionale delle Denominazioni d'origine dei vini e delle acqueviti", che il 16 luglio 1947 sarebbe diventato per decreto l'Institut National des Appellations d'Origine des vins et des eaux-de-vie. 
Il presidente dell'istituto fu lo stesso Joseph Capus e alla sua morte il successore fu il barone Le Roy, il quale restò in carica dal 1947 al 1967.
Fin dalla sua fondazione, l'istituto ebbe delle caratteristiche originali, tra pubblico e privato: organismo privato, dotato di una personalità civile, fu investito di un servizio pubblico. La sua maggiore innovazione fu di costituire legalmente una nuova categoria di vini e acquaviti dalla denominazione cosiddetta "controllata". 
Il futuro dei vini e a seguire degli altri prodotti legati al territorio era ormai segnato.